# Ptenomela soucioui
Ptenomela soucioui är en skalbaggsart som beskrevs av Soula 2002. Ptenomela soucioui ingår i släktet Ptenomela och familjen Rutelidae. Inga underarter finns listade i Catalogue of Life.